# زانکت مارگارتن بای نیتلفلد
زانکت مارگارتن بای نیتلفلد (به آلمانی: Sankt Margarethen bei Knittelfeld) یک منطقهٔ مسکونی در اتریش است که در مورتال واقع شده‌است. زانکت مارگارتن بای نیتلفلد ۱۴۸٫۲۲ کیلومتر مربع مساحت دارد ۶۲۳ متر بالاتر از سطح دریا واقع شده‌است.